# Dag Magnus Narvesen
Dag Magnus Søyland Narvesen (* 3. Januar 1983 in Stavanger) ist ein norwegischer Jazz- und Improvisationsmusiker (Schlagzeug, Perkussion, Komposition).

## Wirken
Narvesen studierte von 2003 bis 2006 Schlagzeug an der Jazz-Abteilung der Universität Stavanger bei Per Oddvar Johansen und Stein Inge Brækhus. 2007 und 2008 setzte er seine Studien an der Jazz-Abteilung der Technisch-Naturwissenschaftlichen Universität Norwegens in Trondheim bei Tor Haugerud, Ernst-Wiggo Sandbakk und Eirik Hegdal fort.
Narvesen ist seit 2005 Mitglied des Kitchen Orchestra, eines Kollektivs für Improvisation und zeitgenössische Musik mit Sitz in Stavanger. Er gründete sein eigenes Oktett DaMaNa und sein Quintett; mit Alexander von Schlippenbach betrieb er ein Duo (Interweaving, Liminal Field) und gehörte zu Gunhild Seims Time Jungle, Harri Sjöströms MOVE Quintet bzw. Up and Out, Didrik Ingvaldsen Orchestra und Aki Takases Gruppe Japanic. Darüber hinaus war er an Projekten wie Sasquatch beteiligt und arbeitete mit Musikern wie Frode Gjerstad, Johannes Bauer, Fredrik Ljungkvist, Mia Dyberg, Mike Majkowski, Chris Heenan, Klaus Ellerhusen Holm, Stine Motland und Øyvind Storesund.

## Diskographische Hinweise
- Gunhild Seim & Time Jungle with Marilyn Crispell: Elephant Wings (Drollehålå 2012, mit Arild Hoem, John Lilja)
- Kitchen Orchestra with Alexander von Schlippenbach (What’s Cooking Records 2013, mit Stine Motland, Didrik Ingvaldsen, Gunhild Seim, Dominique Brackeva, Gaute Vikdal, Dag Egil Njaa, Petter Frost Fadnes, Glenn Brun Henriksen, Arild Hoem, Johan Egdetveit, Vidar Schanche, Øyvind Dale, John Lilja, Ståle Birkeland)
- Aki Takase’s Japanic: Thema Prima (BMC Records 2019, mit Daniel Erdmann, DJ Illvibe, Johannes Fink)
- Conny Bauer, Matthias Bauer, Dag Magnus Narvesen: The Gift (NoBusiness Records 2020)[2]